# Fullmetal Alchemist (pel·lícula)
Fullmetal Alchemist (japonès: 鋼の錬金術師, romanització: Hagane no Renkinjutsushi, lit. L'alquimista d'acer) és una pel·lícula d'acció de ciència fantàstica japonesa de 2017 dirigida per Fumihiko Sori, protagonitzada per Ryosuke Yamada, Tsubasa Honda i Dean Fujioka i basada en el manga del mateix nom de Hiromu Arakawa, que cobreix els quatre primers volums de la història original. Va ser estrenada al Japó per Warner Bros. Pictures l'1 de desembre de 2017. El tema principal de la pel·lícula, Kimi no soba ni iru yo, és interpretat per Misia. El 2022 es van estrenar dues seqüeles: Fullmetal Alchemist: The Revenge of Scar i Fullmetal Alchemist: The Final Alchemy.

## Sinopsi
A principis del segle xx, en un món on l'alquímia és una activitat molt desenvolupada i respectada, dos germans, Edward i Alphonse Elric, intenten una tècnica secreta de transmutació humana. Tanmateix, l'experiment va malament i l'Alphonse perd tot el seu cos mentre que l'Edward perd la cama esquerra. Aquest últim sacrifica el braç dret per salvar l'ànima del seu germà enganxant-lo a una armadura metàl·lica.
L'Edward, un cop acceptat entre els Alquimistes Estatals, reb el sobrenom de Fullmetal Alchemist ("l'Alquimista d'Acer"), i va partir a la recerca de la llegendària Pedra Filosofal amb el seu germà per tal de reparar els seus cossos.

## Repartiment
- Ryosuke Yamada com a Edward Elric
- Atomu Mizuishi com a Alphonse Elric (veu)
- Tsubasa Honda com a Winry Rockbell
- Dean Fujioka com a Roy Mustang
- Misako Renbutsu com a Riza Hawkeye
- Kanata Hongō com a Envy
- Jun Kunimura com a Tim Marcoh
- Kenjirō Ishimaru com el pare Cornello
- Natsuki Harada com a Gracia Hughes
- Shinji Uchiyama com a Gluttony
- Natsuna Watanabe com a Maria Ross
- Yo Oizumi com a Shou Tucker
- Ryuta Sato com a Maes Hughes
- Fumiyo Kohinata com a Xeneral Hakuro
- Yasuko Matsuyuki com a Lust

## Crítica
La pel·lícula va rebre crítiques diverses. El lloc web de l'agregador de ressenyes Rotten Tomatoes va donar-li una valoració mitjana de 4,8/10 en una mitja de 18 crítiques. A Metacritic, que assigna i normalitza puntuacions de crítiques, la pel·lícula té una puntuació mitjana ponderada de 48 sobre 100 basada en 5 crítics, indicant "crítiques mixtes".